# Siège du Peñon de Velez (1702)
Pour les articles homonymes, voir Siège du Peñon de Velez.
Le siège du Peñon de Velez de 1702 est une tentative marocaine de s'emparer de l'île du Peñón de Vélez, préside espagnol au nord de l'Empire chérifien.

## Contexte et préparation
L'île du Peñón de Vélez de la Gomera est occupée par les Espagnols depuis sa prise en 1564. Le Peñón de Vélez étant à l'époque une île à part entière, est appuyée par un « fort de terre » à l'emplacement du village de Badès. Les positions espagnoles subissent plusieurs attaques marocaines en 1680, 1682 et 1687,. 
Moulay Ismaïl est alors en pleine campagne contre les places occupées par les chrétiens. Il libère Maâmora en 1681, Tanger en 1684, Larache en 1689 puis Assilah en 1691. Il tente alors d'assiéger Melilla entre 1694 et 1696, ainsi que Ceuta dont le siège s'éternise.

## Déroulement
En février 1702, Moulay Ismaïl envoie son fils Moulay Zeïdan à la tête d'une armée 12 000 hommes pour s'emparer du Peñón de Vélez. Les Marocains attaquent avec succès le « fort de terre » grâce à la complicité des forçats à l'intérieur, et le rasent complètement,. Ils échouent cependant à s'emparer de l'île, une tentative de débarquement des Marocains est repoussée.

## Sources

### Sources bibliographiques
1. 1 2 3 4  Rézette 1976, p. 39
2. 1 2 3  L'Afrique française 1925, p. 499
3. 1 2  Rézette 1976, p. 38
4. ↑  Mission scientifique du Maroc 1927, p. 197
5. ↑  Rézette 1976, p. 37

#### Francophone
- Robert Rézette, Les enclaves espagnoles au Maroc, Nouvelles éditions latine, 1976, 190 p. (lire en ligne)
- Comité de l'Afrique française et Comité du Maroc, L'Afrique française : bulletin mensuel du Comité de l'Afrique française et du Comité du Maroc, (Paris), année 1925 (lire en ligne)
- Mission scientifique du Maroc, Archives marocaines : publication de la Mission scientifique du Maroc : Volume 27, Paris, P. Geuthner et H. Champion, 1927, 335 p. (lire en ligne)